# نادي لاريسا
نادي لاريسا (باليونانية: Αθλητική Ένωση Λάρισας )‏ هو فريق كرة قدم من مدينة لاريسا في اليونان، أُسس بتاريخ 1964، يلعب في الدوري اليوناني لكرة القدم، في AEL FC Arena ‏.

## وصلات خارجية
- صفحة بيانات نادي لاريسا على موقع كووورة، تاريخ الوصول: 22 سبتمبر 2018.
- الموقع الرسمي للنادي